# 378
Cette page concerne l'année 378  du calendrier julien. Pour l'année 378 av. J.-C., voir 378 av. J.-C. Pour le nombre 378, voir 378 (nombre).
L'année 378 est une année commune qui commence un lundi.

## Événements
- 15 janvier : la cité-État maya d'Uaxactun est conquise par sa rivale Tikal ; le souverain vainqueur Chak Tok Ich'aak I (« Griffe de Jaguar »), meurt le même jour où arrive à Tikal un certain Siyah Kak (« Naissance du feu »). Une nouvelle dynastie est alors imposée à Tikal par la cité de Teotihuacan[1],[2].

- Février : les Alamans envahissent l'Alsace[3].
- Mai : Gratien bat les Alamans (Lentiens) à  la bataille d'Argentovaria, près de Colmar, franchit le Rhin à leur suite et les contraint à la paix. Ensuite, il se met en marche vers l'Orient pour soutenir Valens contre les Goths[3].
- 30 mai : Valens rentre à Constantinople[3].
- 9[4] ou 11 juin[3] : Valens quitte Constantinople pour établir sa base d'opération à Andrinople, où il rencontre le général de l'avant-garde des troupes occidentales, Richomer. Enhardi par les avantages remportés par son magister peditum Sébastien sur les Goths, Valens n'attend pas l'arrivée de Gratien et refuse de négocier la paix avec Fritigern. Il avance vers son camp fortifié près d'Andrinople[4].
- 9 août : bataille d'Andrinople, au cours de laquelle l'empereur Valens est défait par les Wisigoths de Fritigern et tué. La Thrace est pillée, sauf les villes fortifiées, que les barbares ne peuvent prendre. Andrinople et Constantinople résistent[4]. Théodose, un Espagnol envoyé par Gratien, a le temps d’intervenir pour reprendre la situation en main[3]. Cette bataille annonce la fin de l'Antiquité, avec l'avènement de la cavalerie lourde et le déclin de l'infanterie.
- Automne : Gratien est à Sirmium quand il apprend la défaite et prend le contrôle de l'Orient. Il publie un édit qui rappelle les évêques exilés par Valens et établit la liberté des cultes[4].
- Le royaume d’Himyar au Yémen retrouve son indépendance vis-à-vis d’Aksoum[5].
- Nouvelle invasion des Quades et des Sarmates en Pannonie, repoussée par Théodose Ier[6].

## Décès en 378
- 14 janvier: Chak Tok Ichʼaak, seigneur de la cité Maya de Tikal[7].
- 9 août : Valens, empereur romain défait et tué par les Wisigoths à la bataille d'Andrinople.